# Gunston Hall
Gunston Hall è una residenza padronale della piantagione (e per estensione l'intera piantagione) omonima presso il fiume Potomac a Mason Neck, Virginia, Stati Uniti. La casa fu sede di George Mason, uno dei padri fondatori degli Stati Uniti. È collocata al centro di una piantagione di 22 km² di estensione. La casa non è lontana dalla casa di George Washington. La costruzione di Hall avvenne tra il 1755 ed il 1759.
Gli interni della casa vennero progettati dall'architetto William Buckland, un carpentiere giunto dall'Inghilterra. Buckland successivamente disegnerà molte case importanti in Virginia e Maryland. Gli interni di stile rococò, cinese e neogotico erano un contrasto inusuale per le decorazioni dell'epoca in Virginia e vennero portati a compimento grazie alla maestria di William Bernard Sears che seguì i dettagli decorativi. Anche se le cineserie erano popolari in Gran Bretagna, Gunston Hall è l'unica casa nell'America coloniale di cui si abbia avuto notizia con tali decorazioni. nel 1792, Thomas Jefferson era presente accanto a George Mason sul suo letto di morte a Gunston Hall. Dopo la morte di Mason, la casa continuò ad essere utilizzata come residenza per molti anni. Nel 1868, venne acquistata dal noto abolizionista e colonnello della guerra civile Edward Daniels. In seguito è diventato un museo di proprietà dello stato della Virginia ed è aperta al pubblico. Il complesso è stato scelto come National Historic Landmark nel 1960 per il suo legame con Mason.

## Storia

### Costruzione

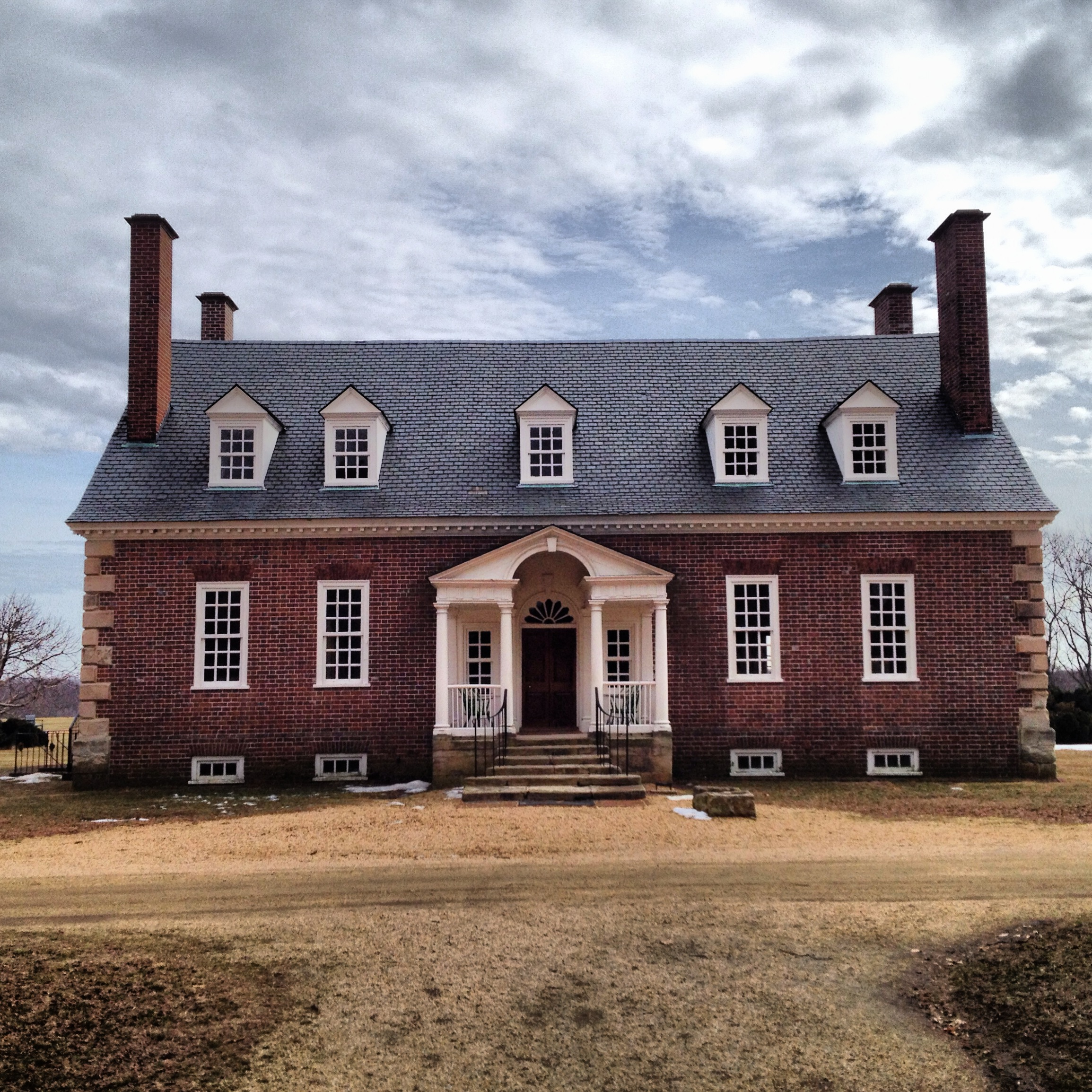
Gunston Hall nel febbraio del 2014, vista dalla strada

William Buckland siglò un contratto con Thomson Mason, fratello di George Mason, il 4 agosto 1755, quattro mesi prima di aver terminato il proprio apprendistato (durato dall'aprile del 1748 all'aprile del 1755). In cambio del libero passaggio in Virginia, di una stanza e di un salario di 20 sterline, Buckland si offrì di fare da carpentiere e da designer per i Mason per un periodo di quattro anni.
A novembre, quando Buckland giunse sul sito, i muri esterni di Gunston Hall erano probabilmente già stati eretti. Buckland si impegnò da subito per risistemare il progetto disegnando il portico che sovrasta il giardino, oltre agli interni. Gli interni intagliati vennero combinati alla maestria dell'artigiano William Bernard Sears. Buckland provvedette i disegni necessari e Sears intagliò il legno. Buckland e Sears lavorarono in molti casi insieme.

### La casa dopo i Mason
La casa rimase alla famiglia Mason sino al 1867. Dal 1868 al 1891, fu proprietà di Edward Daniels (1828–1916), giornalista della Viginia e politico dell'era della ricostruzione, nonché ex ufficiale unionista ed ardente abolizionista. Nel 1912 la casa venne acquistata dall'ex direttore della Marshall Field & Company, Louis Hertle, la cui seconda moglie, Eleanor Daughaday, era membro della The National Society of The Colonial Dames of America. La coppia mise in atto un profondo restauro della struttura per portarla al suo antico splendore e vi ospitarono diversi personaggi preminenti. Nel 1949, Hertle nel suo testamento, concesse la proprietà allo stato della Viginia come museo purché fosse diretta dalla The National Society of The Colonial Dames of America.

## Architettura

### Primo piano

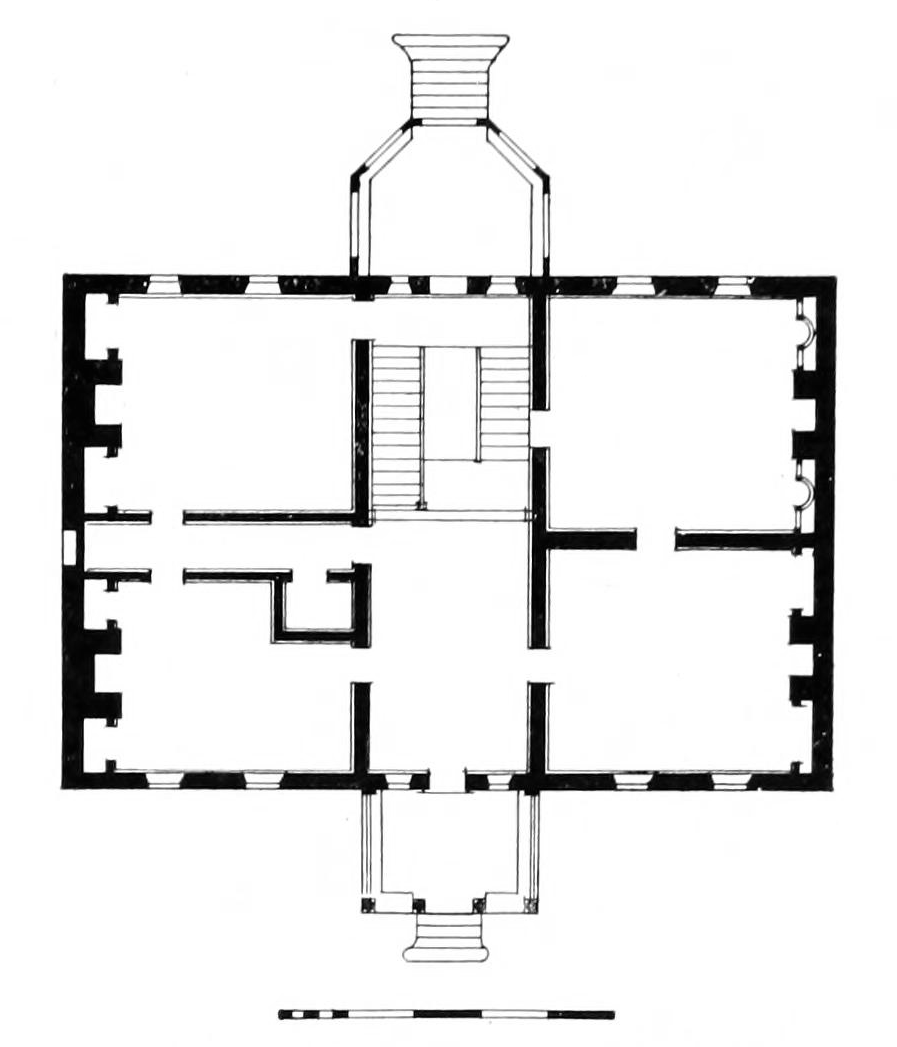
Pianta di Gunston Hall come appariva nel XX secolo, prima dei restauri

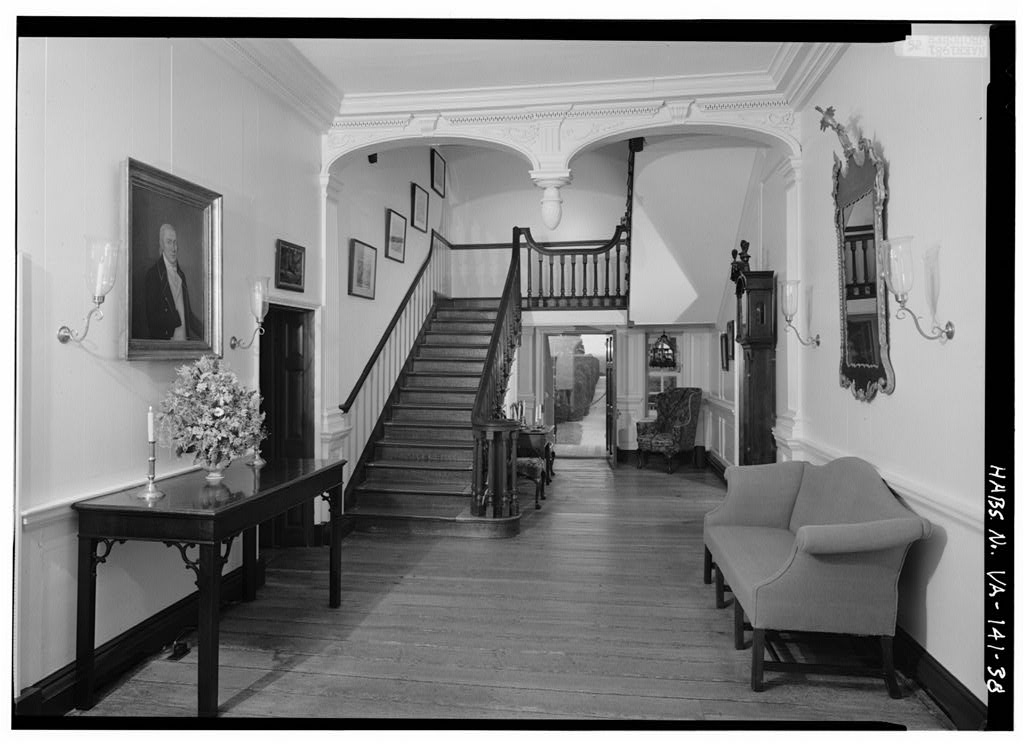
Il passaggio centrale

La facciata della casa si trova a nordovest. Il primo piano della casa è diviso in due dal passaggio centrale che porta dall'ingresso a nordovest a quella a sudest, con lo scalone a nord. Il lato nordest ospita una casa e un salotto sul retro. Tra la prima camera e il salotto si trova un passaggio che porta ad una scala di servizio. Secondo l'Historic American Buildings Survey nella parte sudovest della casa si trovava la sala da pranzo.
Il passaggio centrale è delineato da una serie di sei pilastri simmetrici di stile dorico. Un doppio arco con una pigna intagliata al centro divide il passaggio sul retro.
La prima stanza era una stanza privata e quindi meno ornata di quelle aperte al pubblico. Verso la fine della vita di Mason, venne dipinta di verde smeraldo. Le finestre avevano delle tende e si crede che tale stanza fosse l'unica ad averle dal momento che Mason non le prediligeva.
Il piccolo salotto era un ambiente privato, decorato sobriamente. I muri erano dipinti di grigio. Sopra il caminetto vi è un rettangolo di stucco ornamentale che però all'epoca di Mason accoglieva un dipinto o uno specchio.
La sala ad ovest (chiamata anche sala da pranzo) era di pubblico utilizzo, ornata con decorazioni. I muri erano di colore giallo ocra e gli intagli erano di stile cinese. I muri del camino erano decorati con fretwork con modelli a pagoda. Sopra le porte si trovavano un tempo probabilmente vasi cinesi o figure in porcellana. Le due lunghe finestre hanno le medesime decorazioni ornate nella parte alta. Nel corso della vita di Mason, i tre muri erano probabilmente ricoperti di carta da parati. Nel corso del XVIII secolo, il disegno di stile cinese fu molto popolare in Gran Bretagna, ad ogni modo Gunston Hall è l'unica a presentare queste decorazioni nell'America del tempo.
La sala a sud (chiamata sala palladiana per lo stile delle decorazioni), era di pubblico utilizzo, ed era la sala più elaborata della casa. Gli intagli di stile classico presentano decorazioni con tocchi di rococò. Il camino ha una cappa ornata, come pure il pavimento che presenta degli intagli con legni diversi; le porte sono in legno di noce nero. All'epoca di Mason la stanza era decorata con carta da parati su pannelli di legno di pino. Le due finestre davano sul giardino dei Mason.

### Il secondo piano

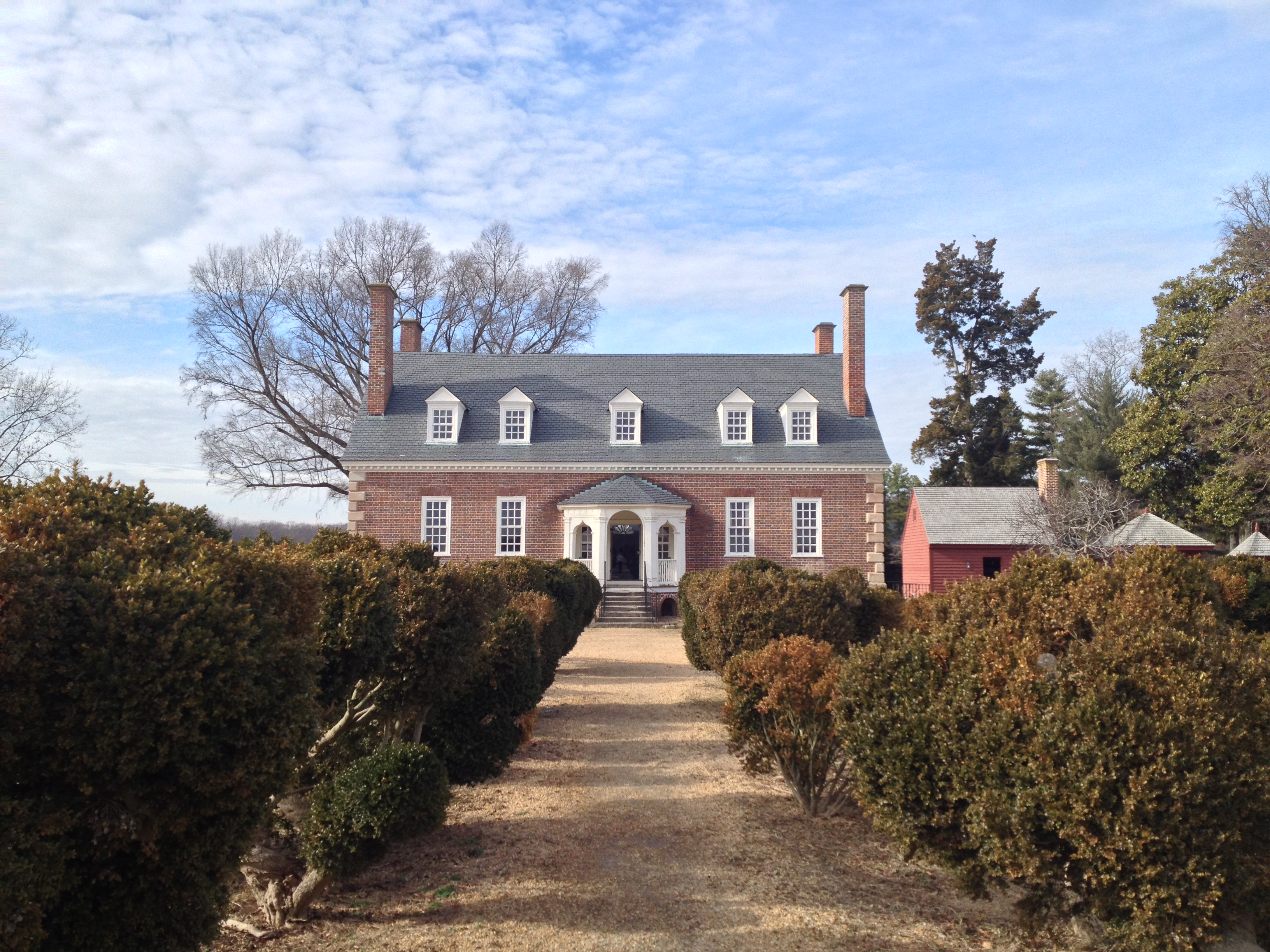
Gunston Hall nel 2014, vista dal fiume attraverso il giardino

A differenza di molte altre case del XVIII secolo, il disegno del secondo piano di Gunston Hall è del tutto differente da quello del piano inferiore. Qui si trovano sette camere da letto e un locale di servizio. Al termine dello scalone che collega col piano inferiore si trova un arco tripartito con colonne a flauto che separano il passaggio da una parte superiore di ringhiera.
Delle camere da letto, solo quattro hanno il camino e dispongono ciascuna di una, due o tre finestre a seconda della loro posizione rispetto alla casa e della loro ampiezza.
Il locale di servizio non ha finestre ma riceve luce da una finestra che dà sullo scalone interno e dalla finestra posta sopra la scalinata.

### La base

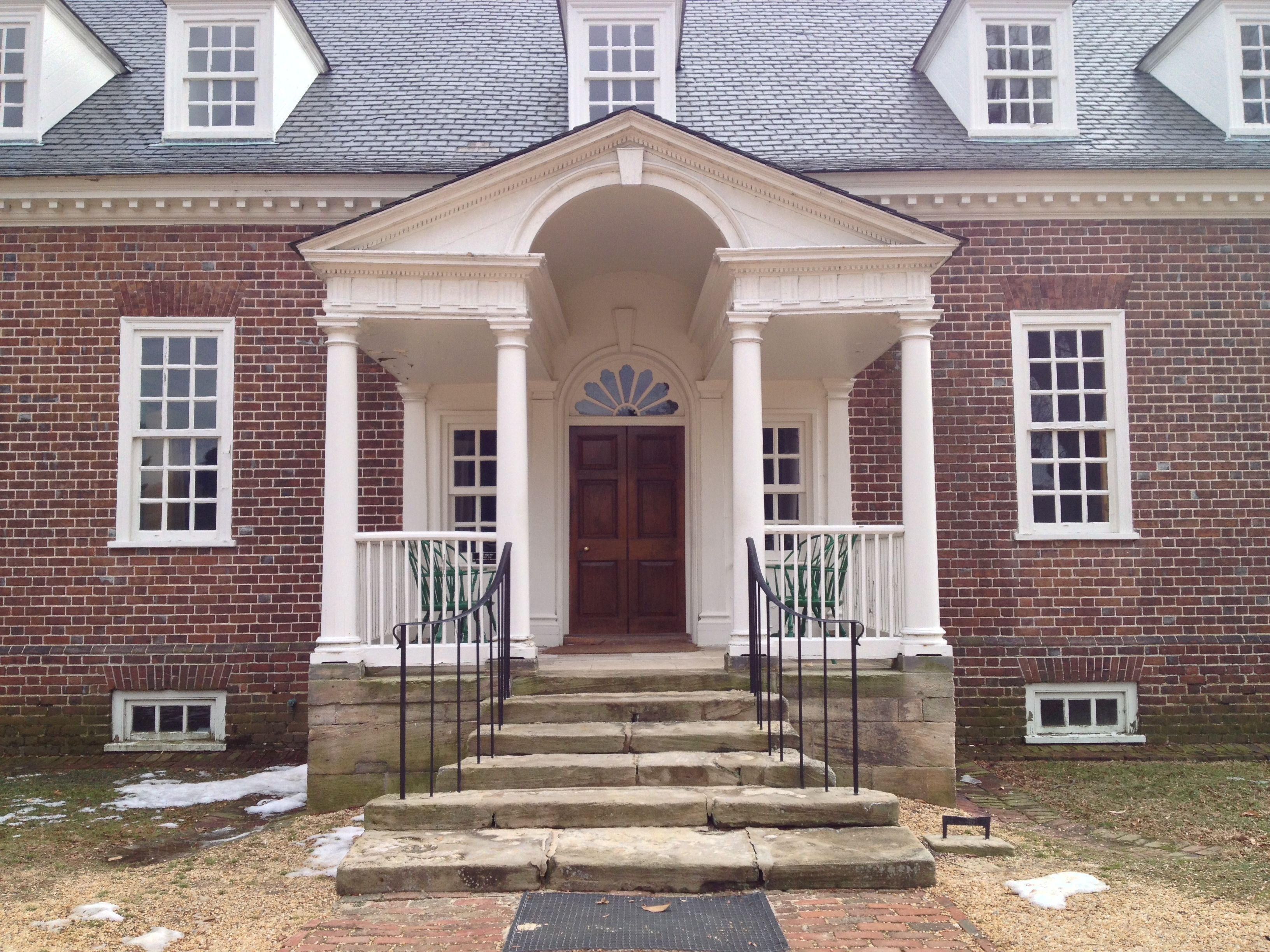
Il portico frontale

Gunston Hall di un basamento su cui poggia la cantina realizzato in mattoni a vista. Esso ha nove finestre che permettono il collegamento d'aria e di luce con l'esterno. Nel 1975, è stata ritrovata in questo spazio una padella in ferro risalente ad un periodo compreso tra la fine del Settecento ed i primi anni dell'Ottocento, nascosta in epoca imprecisata ed a scopo sconosciuto. Attorno al 1986, alla casa venne predisposto un sistema di drenaggio per tutto il suo perimetro per l'eccesso di umidità nella parte inferiore.

### I portici
Il portico frontale di Gunston Hall è stato disegnato per mano di William Buckland sullo stile delle case georgiane in America. Le linee classiche del portico seguono pedissequamente le forme del tempio romano di Tiche ad Eumeneia, in Asia Minore. È probabile che Buckland abbia avuto la possibilità di vedere queste decorazioni da suo zio che era un libraio. Il portico è inoltre simile a quello di Honington Hall, presso Oxford. Non è escluso che anche questa costruzione sia stata fonte di ispirazione per Buckland.

## Il giardino e le strutture esterne

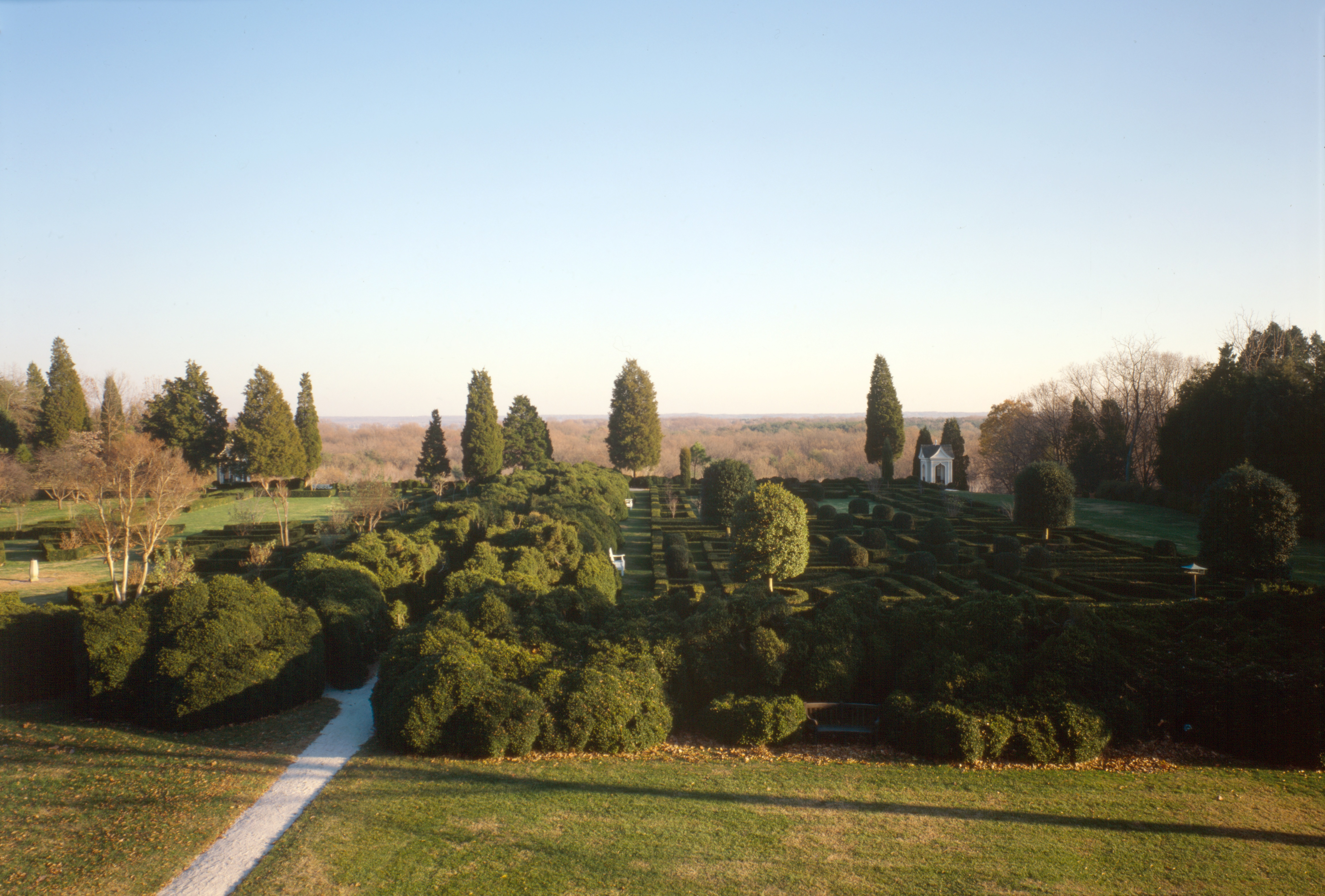
Veduta del giardino da Gunston Hall guardando a sud dal secondo piano

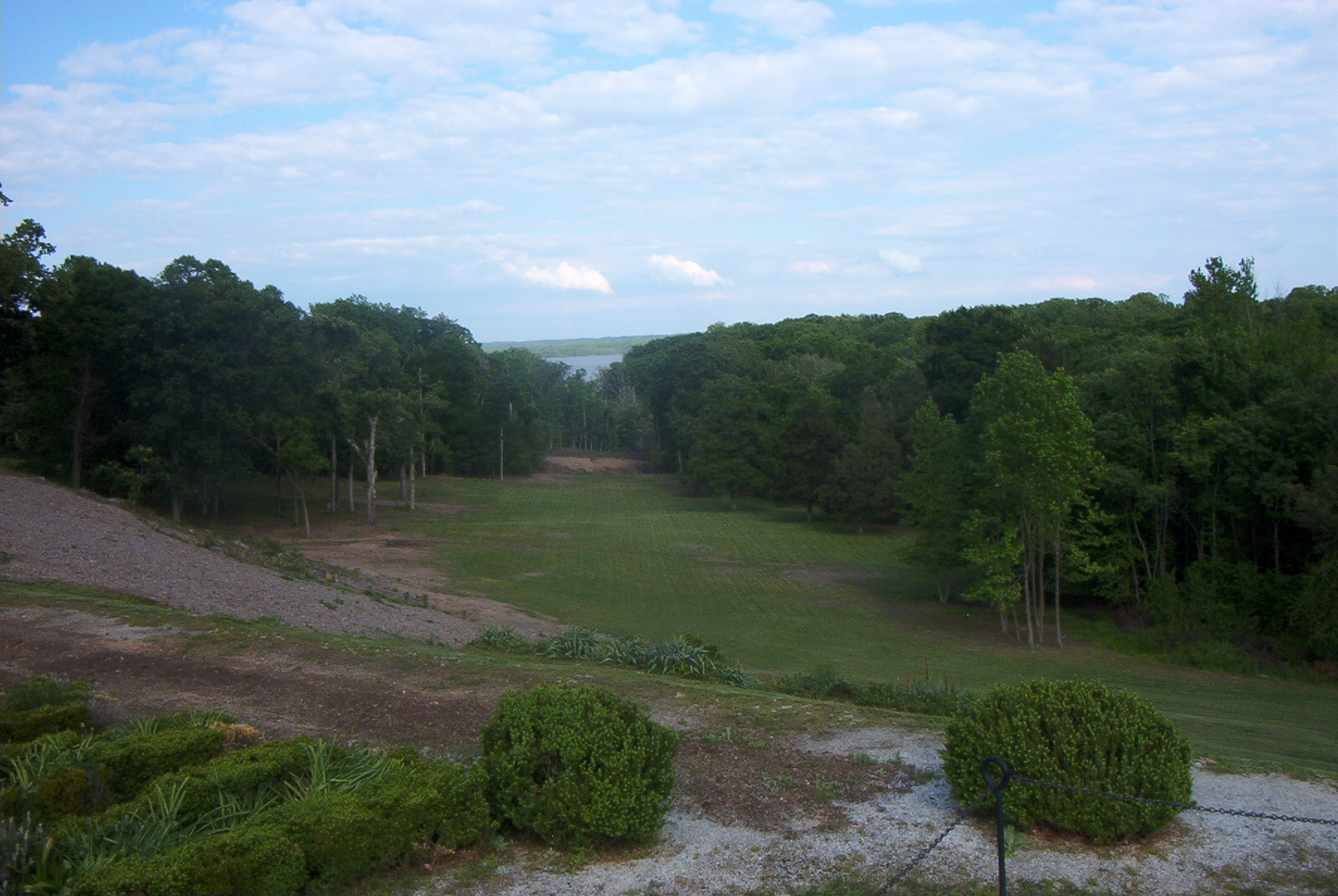
Veduta del giardino da sud verso il fiume Potomac

Il giardino si trova dietro la casa, a sud. Il giardino era costituito da una piattaforma artificiale in forma di collina di esattamente un acro (circa 4000 metri quadrati) di area. Un percorso con ghiaia si portava dal retro della casa sino a sud, fiancheggiato da siepi di bosso che hanno almeno 250 anni. Da quest'area si può vedere il fiume Potomac. Il giardino era ripartito sommariamente in quattro rettangoli da ulteriori sentieri che, per mantenere l'idea di simmetria, sono stati realizzati di diverse dimensioni per creare un'illusione di unità nel disegno.
Le strutture esterne di Gunston Hall sono state in gran parte ricostruite. Includono la cucina, la dispensa, una camera di affumicazione ed una lavanderia. Questi erano i tipici locali di servizio di un'abitazione da piantagione del XVIII secolo. George Mason possedeva circa 90 schiavi, ma il luogo dove questi risiedevano è sconosciuto.

## Commemorazioni

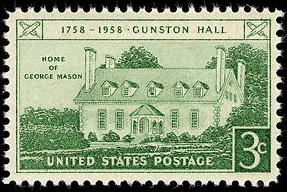
Gunston Hall, in un francobollo del 1958

Gunston Hall, casa di George Mason, è stata commemorata su un francobollo da 3 centesimi di dollaro per il 200º anniversario della sua costruzione, il 12 giugno 1958. George Mason fu l'autore della dichiarazione dei diritti della Virginia, che servirà poi da base per la costituzione dei primi dieci emendamenti della costituzione federale.
Gunston Hall diede il proprio nome alla nave USS Gunston Hall (LSD-5) varata nel 1943,
ed alla USS Gunston Hall (LSD-44) varata nel 1987. Gunston Hall diede inoltre il nome alla Gunston Elementary School, a Lorton (Virginia), alla Gunston Middle School ad Arlington (Virginia), ed alla mascotte atletica della George Mason University, Gunston appunto.